# もう一度 (倉木麻衣の曲)
「もう一度」（もういちど）は、日本の歌手・倉木麻衣の楽曲。倉木の36枚目のCDシングルとして、2011年5月25日にNORTHERN MUSICから発売された。

## 概要
楽曲は東海テレビ放送のドラマ『霧に棲む悪魔』主題歌。
シングル盤は初回限定盤と通常盤の2形態での発売、さらにファンクラブ会員とMusing会員限定で発売されるMusing&FC盤も含め、実質的に3形態での発売となる。ジャケットもそれぞれ異なる。規格品番は、初回限定盤がVNCM-6021、通常盤がVNCM-6022。初回限定盤には特典として、倉木デザインによるオリジナルプロミスリング（全3種）が封入されている。倉木のCDシングルでいずれの形態においてもインストゥルメンタルを除く収録曲が1曲のみなのは、今作が唯一である。

## シングル収録曲
| #         | タイトル                    | 作詞      | 作曲      | 編曲      | 時間 |
| --------- | --------------------------- | --------- | --------- | --------- | ---- |
| 1.        | 「もう一度」                | 倉木麻衣  | 田尻尋一  | 田尻尋一  | 3:57 |
| 2.        | 「もう一度 -Instrumental-」 |           |           |           | 3:54 |
| 合計時間: | 合計時間:                   | 合計時間: | 合計時間: | 合計時間: | 7:51 |

## 収録アルバム
- OVER THE RAINBOW
- MAI KURAKI BEST 151A -LOVE & HOPE-